# Бельканто
Белька́нто (італ. bel canto, де bello — гарний, cantare — співати) — стиль вокального виконання, особливо поширений в італійському оперному мистецтві XVII–XIX століть. Стиль бельканто вимагає від співака досконалої техніки володіння голосом, бездоганної кантилени, віртуозної колоратури, майстерного філірування, тривалого дихання, виняткової мелодійної зв'язності, легкості та вишуканості голосоутворення, емоційної насиченості співу.

## Історія терміна та варіанти визначення

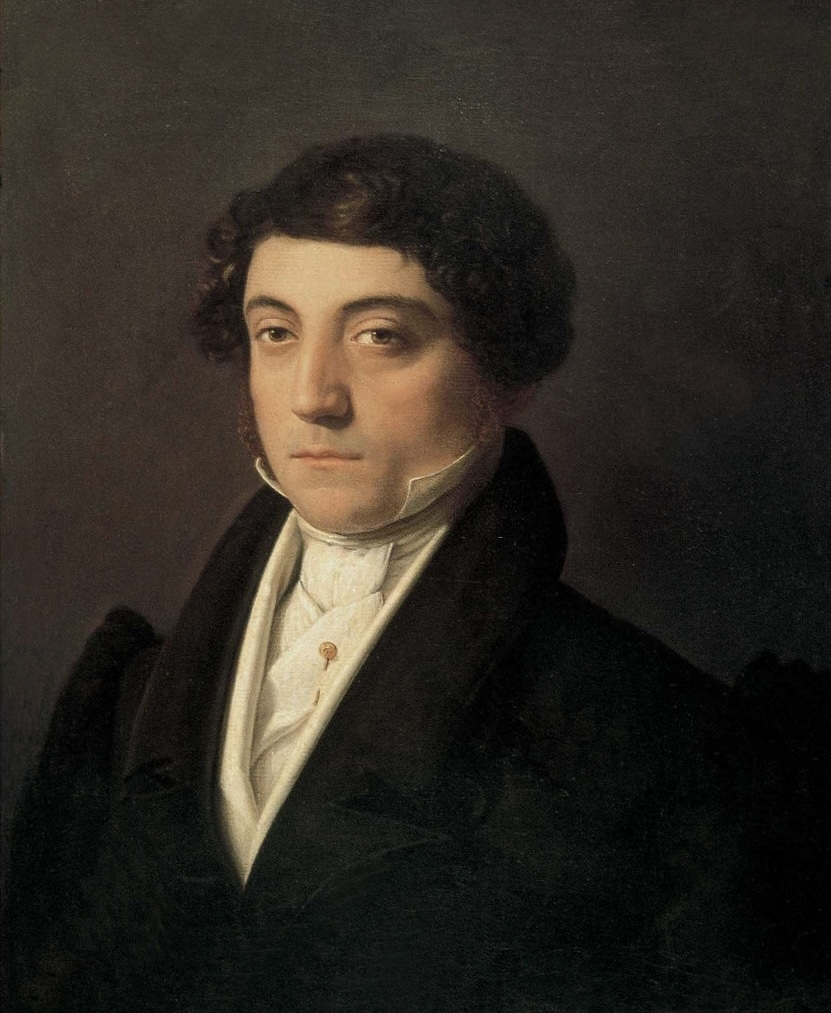
Композитор епохи бельканто Джоакіно Россіні

Термін бельканто належить до вокального стилю італійського походження, який панував у більшості країн Європи протягом XVIII і початку XIX століть. Пізніше джерела XIX і XX сторіччя «наводять на думку, що bel canto обмежувався красою і рівністю тону, застосуванням легато і майстерністю у виконанні складних пасажів, але сучасні документи кінця XVIII — початку XIX століть описують багатогранну манеру виконання далеко за межами цього визначення». Основними рисами стилю бельканто були:
- просодійське виконання (застосування акценту та наголосу);
- відповідність регістру та тональності голосу до емоційного змісту слів (темброва рівність діапазону);
- чітка, виразна манера формулювання музичних фраз, базована на вставці граматичних та риторичних пауз;
- хороше володіння кількома прийомами легато та стакато;
- вільне застосування більш ніж одного типу портаменто;
- меса ді воче як основний спосіб виразності (Доменіко Коррі[en] називав це «душею музики»[3]);
- часта і легка зміна темпу за допомогою ритмічного рубато, пожвавлення та уповільнення загального часу;
- введення широкого різноманіття грації та арій і речитативів;
- жестикуляція як потужний інструмент для посилення ефекту голосової передачі;
- вібрато, призначене в першу чергу для посилення окремих слів і прикраси довгих нот.

У Гарвардському музичному словнику Віллі Апеля вказано, що бельканто є «італійською вокальною технікою XVIII століття з акцентом на красу звучання та блискучість виконання, а не на драматичну експресію або романтичні емоції. Незважаючи на неодноразові реакції проти бельканто (або його зловживання, такі як у Глюка, Вагнера) та часте перебільшення віртуозного елемента (колоратури), його слід розглядати як високохудожню техніку, властиву лише для італійської опери та творам Моцарта. Його ранній період тісно пов'язаний з італійською оперною серією (Алессандро Скарлатті, Нікола Порпора, Нікколо Йоммеллі, Й. А. Гассе, Нікколо Піччіні)».
Класичний вокальний стиль бельканто остаточно сформувався у XVIII столітті й був пов'язаний з виконавською діяльністю співаків-кастратів. У музичній енциклопедії дається таке визначення цього стилю: «Бельканто — блискучий легкий і витончений стиль співу, характерний для італійського вокального мистецтва XVII століття — першої половини XIX століть; у ширшому сучасному розумінні — співучість вокального виконання».
Деколи бельканто ставало самоціллю. З появою опер Джузеппе Верді бельканто втратило колишнє значення, зосередившись на досконалому володінні діапазоном та звучністю голосу, кантиленою. Незважаючи на еволюцію оперного мистецтва, бельканто і зараз залишається неперевершеним зразком краси і досконалості співочої майстерності.
Яскравим прикладом використання техніки бельканто була Монсеррат Кабальє — іспанська та каталонська оперна співачка.

## Відродження бельканто
У 1950-х роках термін «відродження бельканто» був створений для позначення відродження інтересу до опер Доніцетті, Россіні й Белліні. Ці композитори почали втрачати популярність в останні роки XIX століття, і їхні твори рідко ставили в першій половині XX століття, на відміну від творів Вагнера, Верді і Пуччіні. Ситуація істотно змінилася після Другої світової війни з появою групи ініціативних диригентів і нового покоління співаків, таких як Монсеррат Кабальє, Марія Каллас, Джоан Сазерленд, Беверлі Сіллз та Мерілін Горн, які набули техніки бельканто. Ці артисти вдихнули нове життя в сценічні композиції Доніцетті, Россіні та Белліні, заново популяризуючи їх у Європі та Америці. Сьогодні одні з найчастіше виконуваних опер у світі, таких як «Севільський цирульник» Россіні та «Лючія ді Ламмермур» Доніцетті, належать до епохи бельканто.
Багато опер XVIII століття, що потребують вмілих навичок бельканто, також пережили післявоєнне відродження, починаючи від маловідомих творів Моцарта, Гайдна та закінчуючи обширними барочними творами Генделя, Вівальді та інших.